# مردی که نمی‌میرد (فیلم ۱۹۹۵)
مردی که نمی‌میرد (به انگلیسی: The Man Who Don’t Die) یک فیلم سینمایی آمریکایی رازآلود و اکشن محصول سال ۱۹۹۵ به کارگردانی بیل کاندن با بازی راجر مور، تِری مارک‌وِل، نانسی آلن و مالکوم مک‌داول است.